# 언틸 던: 무한루프 데스게임
《언틸 던: 무한루프 데스게임》(영어: Until Dawn)은 2025년 개봉한 미국의 생존, 공포 영화이다. 다비드 F. 산드베리가 감독을 맡았으며, 슈퍼매시브 게임즈의 동명 비디오 게임을 실사화한 작품이다.

## 출연진
- 엘라 루빈 - 클로버
- 마이클 시미노 - 맥스
- 유지영 - 메건
- 오데사 어자이언 - 니나
- 마이아 미첼 - 멜라니
- 벨몬트 카멜리 - 에이브
- 피터 스토메어 - 앨런 J. 힐 박사